# 볼보 B9S
볼보 B9S{영어: Volvo B9S)는 볼보버스에서 2002년부터 2011년까지 생산했던 굴절버스이다.

## 경쟁 차종
- 이베코 - 이베코 시티클래스
- 현대자동차 - 현대 슈퍼에어로시티 굴절버스[1]